# Pomnik historii

Logo von 2011

Als Pomnik historii (deutsch Geschichtsdenkmal) werden in Polen Denkmal- und Baukomplexe ausgewiesen, die von hervorragender Bedeutung für das kulturelle Erbe des Landes sind. Sie werden durch Verordnung des Präsidenten der Republik Polen festgelegt. Die ersten Geschichtsdenkmale wurden im September 1994 durch Lech Wałęsa ausgezeichnet.
Mit Stand 13. Mai 2020 sind 107 Geschichtsdenkmale ausgewiesen.

## Liste der Geschichtsdenkmale mit Welterbestatus
- Salzbergwerk in Bochnia
- Jahrhunderthalle in Breslau
- Friedenskirche in Jawor
- Kalwaria-Zebrzydowska-Park
- Krakau – Historischer Stadtkomplex (Eine Erweiterung des Welterbes Historisches Zentrum von Krakau)
- Krzemionki (Feuersteinminen)
- Park Mużakowski in Łęknica (Fürst-Pückler-Park Bad Muskau)
- Deutschordensschloss Marienburg in Malbork
- Holzkirche św. Paraskewy in Radruż
- Friedenskirche in Świdnica
- Silberbergwerk Tarnowskie Góry
- Altstadt von Toruń
- Warschauer Altstadt mit Königsweg und Wilanów-Palast
- Salzbergwerk Wieliczka
- Altstadt von Zamość

## Geschichtsdenkmale und Welterbekandidaten (Auswahl)
- Augustów-Kanal
- Stocznia Gdańska (Danziger Werft)
- Westerplatte in Danzig
- Papiermühle in Duszniki-Zdrój

## Weitere Geschichtsdenkmale (Auswahl)
Woiwodschaft Ermland-Masuren
- Kanał Elbląski (Oberländischer Kanal)
- Frauenburger Dom in Frombork
- Schlachtfeld von Tannenberg (1410) bei Grunwald
- Bischofsburg Heilsberg in Lidzbark Warmiński
- Wallfahrtskirche in Święta Lipka (Heiligelinde)

Woiwodschaft Großpolen
- Mariä-Empfängnis-Basilika (Głogówko) bei Gostyń
- Schloss und Park in Dobrzyca
- Erzkathedrale von Gniezno (Gnesen)
- Ostrów Lednicki
- Schloss Rydzyna (Reisen)

Woiwodschaft Heiligkreuz
- Bischofspalast und Kathedrale von Kielce
- Kloster Święty Krzyż
- Zisterzienserabtei Wąchock
- Schloss Krzyżtopór
- Stiftsbasilika Mariä Geburt (Wiślica)

Woiwodschaft Karpatenvorland
- Ölförderung in Bóbrka
- Schloss Krasiczyn
- Schloss Łańcut
- Altstadt von Przemyśl

Woiwodschaft Kleinpolen
- Benediktinerabtei Tyniec in Krakau
- Kościuszko-Hügel in Krakau
- Schlachtfeld bei Racławice
- Abtei Staniątki

Woiwodschaft Kujawien-Pommern
- Prähistorisches Dorf bei Biskupin
- Altstadt von Chełmno (Culm)
- Ehemaliger Klosterkomplex in Strzelno
- Kathedrale von Włocławek

Woiwodschaft Lebus
- Kloster Paradies in Gościkowo
- Marienkirche in Klępsk
- Kirche in Żagań (Sagan)

Woiwodschaft Łódź
- Landschaft der Industriestadt Łódź
- Kathedrale von Łowicz
- Schloss und Park Nieborów
- Zisterzienserkloster in Sulejów

Woiwodschaft Lublin
- Kazimierz Dolny
- Gestüt bei Janów Podlaski
- Schloss Kozłówka
- Historisches Stadtbild von Lublin

Woiwodschaft Masowien
- Kathedrale von Płock
- Basilika von Pułtusk
- Lindleysche Filter in Warschau
- Sommerresidenz Morysin in Warschau

Woiwodschaft Niederschlesien
- Kloster Grüssau in Krzeszów
- Kloster Wahlstatt in Legnickie Pole
- Festung Silberberg in Srebrna Góra
- Basilika St. Peter und Paul in Strzegom (Striegau)

Woiwodschaft Opole
- Kultur- und Naturlandschaft des St. Annabergs
- Piastenschloss und Schlosskirche in Brzeg (Brieg)
- St. Jakobus und Agnes in Nysa (Neisse)
- Kettenbrücke in Ozimek (Malapane)

Woiwodschaft Podlachien
- Basilika St. Rochus in Białystok
- Moschee in Kruszyniany

Woiwodschaft Pommern
- Innenstadt von Danzig
- Kloster Oliva in Danzig
- Festung Weichselmünde in Danzig
- Kloster und Kathedrale in Pelplin

Woiwodschaft Schlesien
- Jasna Góra in Częstochowa (Nationalheiligtum von Tschenstochau)
- Sender Gleiwitz
- Schlesisches Parlament und Christkönigskathedrale in Katowice

Woiwodschaft Westpommern
- Dom zu Cammin – Kamień Pomorski
- Kloster und Sommerresidenz in Kołbacz (Kolbatz)
- Marienkirche und Stadtmauer in Stargard